# Altare maggiore basilica di Santa Maria Assunta
L'altare maggiore della basilica di Santa Maria Assunta di Clusone è opera marmorea  realizzato tra il 1701 e il 1732.

## Storia
La bottega fantoniana di Rovetta ebbe un ruolo importante sul territorio della bergamasca a partire del Seicento fino alla fine del Settecento, lasciando testimonianza di molte opere scultoree sia in marmo che in legno. Particolarmente ricca di questa testimonianza è la basilica mariana di Clusone.
L'11 luglio 1700 fu stipulato il contratto con Andrea Fantoni per la realizzazione della mensa con i fafbriceri della basilica, mentre Domenico Corbarelli doveva operare alla riquadratura. Il marmo doveva essere fornito dalla committenza e il prezzo del lavoro fu pattuito in lire 1400. Il lavoro costò però 2800 lire. La realizzazione delle opere scultoree per questa chiesa, nella creazione di altari e del pulpito, occuparono la bottega di Rovetta dal 1702 al 1723 quando furono realizzati i due grandi angeli adoranti da Andrea Fantoni come indicato nel contratto..
La realizzazione dell'altare maggiore della basilica iniziò a partire dalla fine del 1600 su progetto di Andrea Fantoni. e da Domenico Corbarelli.

## Descrizione
L'altare è forse il più interessante tra quelli realizzati dalla bottega di Rovetta ed è molto elaborato già a partire dalla mensa. Si presenta molto ricco di intarsi in marmo di vari colori raffiguranti fiori e uccellini. Due angeli in marmo di Carrara, reggono il paliotto centrale che rappresenta il “trasporto dell'Arca santa”. Raffigurazione molto simbolica della presenza di Dio nel suo popolo e quindi la sua presenza anche dell'eucaristia. Il medesimo soggetto era stato realizzato nel 1670 da Grazioso Fantoni il Vecchio per l'organo della chiesa di Tutti i santi di Rovetta, nonché in una medaglia del pulpito della chiesa di San Martino dal Alzano Lombardo del 1751 scolpita da Francesco Donato e Grazioso Giovane.
I gradini che conducono alla tribuna centrale riprendono le raffigurazioni con volute floreali, per proseguire in marmo bardiglio di Carrara culminante con una struttura decorata a intarsi a forma di tronco di cono culminante con due angeli che reggono il calice e l'ostia consacrata. Due figure di santi identificati in san Narno, primo vescovo di Bergamo e il beato Giovanni Marinoni, centrale l'immagine della santissima Trinità. Angeli e putti anche in forma di cariatidi sono presenti in tutta l'opera. Di grandi dimensioni sono i due grandi angeli adoranti posti laterali alla mensa, che riprendono opere del Bernini, nonché  la presenza di note vicine alla scuola bresciana di Antonio Calegari. L'altare si completa con l'ancona dove sono presenti cinque statue marmoree raffiguranti san Giovanni, san Sebastiano, la dea della fortuna, e la Madonna assunta, nonché la tela  raffigurante l'Assunzione di Maria di Sebastiano Ricci del 1711.
L'archivio della bottega presente a Rovetta nel museo a dedicato, conserva molti disegni e progetti che sarebbero riconducibile alla realizzazione dell'altare.